# Inquisitor varicosus
Inquisitor varicosus is een slakkensoort uit de familie van de Pseudomelatomidae. De wetenschappelijke naam van de soort is voor het eerst geldig gepubliceerd in 1843 door Reeve.